# Pandanus interior
Pandanus interior är en enhjärtbladig växtart som beskrevs av Harold St.John. Pandanus interior ingår i släktet Pandanus och familjen Pandanaceae.
Artens utbredningsområde är Cooköarna. Inga underarter finns listade.